# Спинчићи
Спинчићи су бивше насељено место у саставу града Каства, Приморско-горанска жупанија, Република Хрватска.

## Историја
До нове територијалне организације налазили су се у саставу бивше велике општине Ријека. Насеље је на попису 2011. године укинуто и припојено насељу Кастав.

## Становништво
На попису становништва 1991. године, насељено место Спинчићи је имало 687 становника, следећег националног састава:
| Попис 1991.‍  | Попис 1991.‍  | Попис 1991.‍ | Попис 1991.‍ | Попис 1991.‍ |
| ------------ | ------------ | ----------- | ----------- | ----------- |
|              |              |             |             |             |
| Хрвати       | Хрвати       |             | 546         | 79,47%      |
| Срби         | Срби         |             | 40          | 5,82%       |
| Југословени  | Југословени  |             | 29          | 4,22%       |
| Муслимани    | Муслимани    |             | 16          | 2,32%       |
| Словенци     | Словенци     |             | 8           | 1,16%       |
| Албанци      | Албанци      |             | 6           | 0,87%       |
| Црногорци    | Црногорци    |             | 5           | 0,72%       |
| Италијани    | Италијани    |             | 1           | 0,14%       |
| Мађари       | Мађари       |             | 1           | 0,14%       |
| остали       | остали       |             | 1           | 0,14%       |
| неопредељени | неопредељени |             | 17          | 2,47%       |
| регион. опр. | регион. опр. |             | 4           | 0,58%       |
| непознато    | непознато    |             | 13          | 1,89%       |
| укупно: 687  |              |             |             |             |